# Boxapoint
Boxapoint – hybryda uzyskana w Stanach Zjednoczonych Ameryki z połączenia boksera i wyżła niemieckiego krótkowłosego.

## Cechy charakterystyczne
Boxapoint to psy bardzo inteligentne, wrażliwe i uczuciowe. Są psami rodzinnymi, łagodne, nieagresywne. Sprawdzają się też jako psy stróżujące ze względu na wrodzoną czujność odziedziczoną ze strony wyżła. Reagują na dźwięki dochodzące z zewnątrz, jednakże nie są zbyt szczekliwe. Bardzo szybko się uczą, dzięki temu łatwo je wyszkolić, są sprytne i zręczne. Charakterystyczne jest wykorzystywanie przez nie przednich łap np. do otwierania drzwi - to cecha odziedziczona po bokserach.

## Wygląd ogólny
Boxapoint wyglądają jak miniaturka Doga niemieckiego. Wielkość zależy od rozmiarów rodziców, ale są to raczej duże psy o wzroście powyżej 50 cm w kłębie. Ich waga waha się od 25 do 40 kg. Okrywa włosowa jest krótka i błyszcząca, łatwa w utrzymaniu - wystarczy je szczotkować raz w tygodniu, kąpiele w zależności od pory roku i indywidualnych potrzeb. Umaszczenie może być różne - od czarnego z białym lub nakrapianymi znaczeniami przez pręgowane do żółtego.
Czaszka ma kształt mezocefaliczny jak u wyżła, uszy duże i oklapłe, oczy ciemne o inteligentnym spojrzeniu. Kufa niezbyt długa, prostokątna z faflami po bokach. Nos szeroki, czarny i bardzo czuły. Szczęki mocne, zęby mleczne szablaste, rozdwojone niczym u rekina.
Budowa ciała odziedziczona po bokserach, szczupła, umięśniona z wyraźnie zaznaczoną talią. Klatka piersiowa głęboka. Łapy długie, mocne i silne. Ogon cienki i dość długi.

## Zdrowie
Jak podają inne źródła, przewidywana długość życia to około 10 lat. Boxapoint ogólnie cieszą się dobrym zdrowiem, choć niektóre mają skłonność do alergii np. na wołowinę. Uszy wymagają czyszczenia raz w tygodniu, ponieważ są oklapłe i łatwo się brudzą. Średnia wielkość miotu to 6-8 szczeniąt, choć zdarza się, że rodzą się tylko dwa szczeniaki.
Boxapoint to energiczne psy, potrzebujące ruchu na świeżym powietrzu. Lubią aportować i ganiać za innymi psami. Są też dobrymi pływakami dzięki błonie pławnej pomiędzy palcami wszystkich łap.